# Honorable Col·legi de Cerers
Honorable Col·legi de Cerers és una associació fundada a Barcelona el 1498, i el president és Jordi Subirà. La tradició dels candelers de cera o cerers a Catalunya és documentada des de començaments del segle xiv, encara que potser ja existia en el segle xiii.
El gremi havia estat en perill d'extinció, però des de 1992 una nova generació de cerers han adaptat els antics estatuts a l'època actual, i gràcies a la cera decorativa han mantingut un nombre de comandes suficient per a garantir la supervivència del gremi. El 2000 van rebre la Creu de Sant Jordi.